# Firn

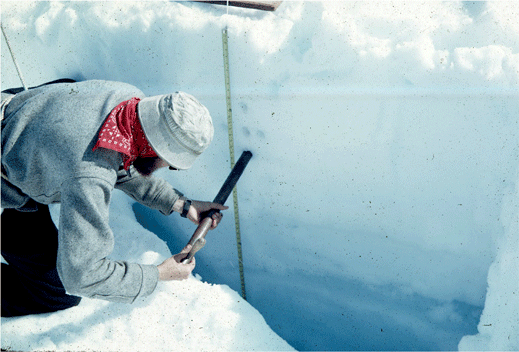
Zwischen dem Eis eines Gletschers und dem Schnee auf seiner Oberfläche findet sich Firn

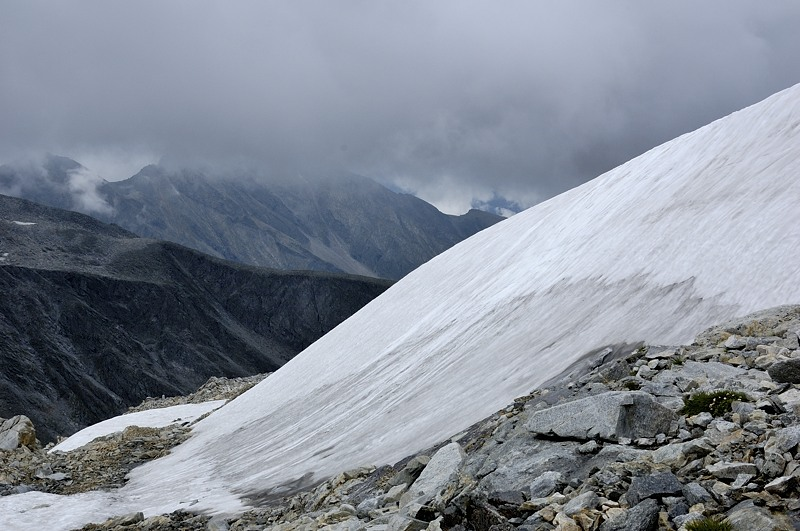
Firnfeld auf dem Säuleck

Als Firn (von althochdeutsch firni „vorjährig“; vgl. schweizerdeutsch „färn“) oder Firnschnee bezeichnet man im engeren Sinne Schnee, der mindestens ein Jahr alt ist und somit eine Ablationsperiode überstanden hat.
Im weiteren Sinne ist Firn ein Schnee, dessen feinere Schneekristalle durch wiederkehrendes Auftauen und Gefrieren zu größeren graupelartigen, körnigen Gebilden verschmolzen sind. Dabei wird aus acht Metern Neuschnee ungefähr ein Meter Firn. Die Dichte von Firn liegt zwischen 0,4 und 0,8 g/cm³.

## Lage und Entstehung
Die Firngrenze ist die sommerliche Untergrenze der zusammenhängenden Schneedecke auf Gletschern. Den Teil des Gletschers oberhalb der Firngrenze nennt man auch Firnfeld. Die nächste Stufe des Umwandlungsprozesses zu Gletschereis bezeichnet man als Firneis, wobei dieser Umwandlungsprozess (Metamorphose) vor allem durch Druck verursacht wird.

## Altschnee

Historische Fotografie des Puntaiglas-Firns von Leo Wehrli, 1893

In Umgangs- und Fachsprache werden als Firn verschiedene Formen von Altschnee und Harsch bezeichnet:
- Altschneefelder (Firnfelder), auch wenn der Schnee noch nicht ein Jahr alt ist
- die neuere Schneeauflage eines Gletschers (überfirnter Gletscher)
- die oberflächliche, weiche Schneeschicht, die sich im Frühling durch Sonneneinstrahlung und hohe Lufttemperaturen auf einer (in der vorausgehenden Nacht gefrorenen) Harschfläche bildet (ein Hang firnt auf; in der Schweiz wird dies als Sulz bezeichnet, während Sulz in Deutschland meist eine stärkere, schwere und durchgehend weiche Schneeschicht meint)

## Firnstoß
Die Firnschichten des Gletschers pressen sich stetig zu Eis zusammen. Wenn sich dabei zwischenliegende Lockerschichten länger erhalten, können sie plötzlich z. T. über mehrere Kilometer niederbrechen, wodurch der charakteristische, rauschend anschwellende und in einem dröhnenden Donnerschlag endende Naturlaut des Inlandeises entsteht.